# Trévor Clévenot
Trévor Clévenot (Royan, 28 de junho de 1994) é um jogador de voleibol francês que atua na posição de ponteiro.

## Carreira
A carreira de Clévenot começou na academia de juniores da Association Sportive Illacaise, em Saint-Jean-d'Illac, onde permaneceu até 2012. Na temporada 2012–13, o atleta se profissionalizou e foi contratado pela equipe do Spacer's Toulouse Volley, na primeira divisão do campeonato francês, a qual ficou vinculado por três anos.
Na temporada 2016–17, Clévenot mudou-se para a Itália para jogar pelo Wixo LPR Piacenza, por onde atuou por dois anos. Na temporada 2018–19, vestiu a camisa do Allianz Milano, onde permaneceu por dois anos, enquanto na temporada 2020–21 ingressou no Gas Sales Bluenergy Piacenza, ainda na primeira divisão italiana.
Em 2021, o atleta mudou-se para a Polônia para defender as cores do Jastrzębski Węgiel. Com o novo clube, foi vice-campeão da Copa da Polônia e da PlusLiga, ambos da temporada 2021–22; além do título da Supercopa Polonesa de 2021. Em 2022, o clube anunciou a renovação do contrato do atleta por mais uma temporada.
Em julho de 2023, Clévenot foi anunciado como o novo reforço do Aluron CMC Warta Zawiercie. No início da temporada o atleta não disputou as primeiras partidas, pois foi diagnosticado com mononucleose, deixando o jogador fora das quadras por várias semanas.

### Seleção
Clévenot foi vice-campeão no Campeonato Europeu Sub-19 de 2011 após derrota para a seleção da Sérvia. Três meses após, contra a própria seleção sérvia, conquistou a medalha de bronze no Festival Olímpico de Verão da Juventude Europeia. Foi quarto colocado nos mundiais da categorias sub-19 e sub-21, respectivamente. Em 2013, conquistou a medalha de bronze nos Jogos do Mediterrâneo, sediado na Turquia.
Em 2015, recebeu sua primeira convocação para representar a seleção adulta francesa, onde conquistou o título da Liga Mundial. Foi membro da delegação francesa nos Jogos Olímpicos do Rio, onde terminou em nono lugar. Em 2017, voltou a conquistar mais um título da Liga Mundial.
Em 2021, após vencer a seleção eslovena, conquistou a medalha de bronze na terceira edição da Liga das Nações. No mesmo ano se tornou campeão olímpico ao derrotar o Comitê Olímpico Russo na final por 3 sets a 2 nos Jogos Olímpicos de Tóquio. Um ano após, conquistou o título da Liga das Nações de 2022, além da premiação de melhor ponteiro da competição.

## Títulos
Jastrzębski Węgiel
- Campenato Polonês: 2022–23
- Supercopa Polonesa: 2021, 2022

Warta Zawiercie
- Copa da Polônia: 2023–24

## Clubes
| Anos      | Clube                        |
| --------- | ---------------------------- |
| 2012–2016 | Spacer's Toulouse Volley     |
| 2016–2018 | Wixo LPR Piacenza            |
| 2018–2020 | Allianz Milano               |
| 2020–2021 | Gas Sales Bluenergy Piacenza |
| 2021–2023 | Jastrzębski Węgiel           |
| 2023–2024 | Aluron CMC Warta Zawiercie   |
| 2024–     | Ziraat Bankkart              |

## Premiações individuais
- 2015: Campeonato Francês – Melhor recepção
- 2022: Liga das Nações – Melhor ponteiro